# سپو ماسیله لا

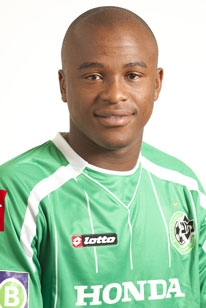

سپو ماسیله لا (انگلیسی: Tsepo Masilela؛ زادهٔ ۵ مهٔ ۱۹۸۵) یک بازیکن فوتبال اهل آفریقای جنوبی است.
وی همچنین در تیم ملی فوتبال آفریقای جنوبی بازی کرده‌است.